# 아비오제네시스

생명체 서식 가능한 지구와 단순 분자의 비생물적 합성과 같이 잘 알려진 것부터 복잡한 분자 기능을 가진 모든 생물의 공통 조상 (LUCA)의 기원과 같이 대부분 알려지지 않은 것까지, 생명의 기원 단계.

아비오제네시스(Abiogenesis)는 단순한 유기 화합물과 같은 비생물적 물질로부터 생명이 자연적으로 발생하는 과정이다. 지상의 비생물에서 생물로의 전환은 단일 사건이 아니라 생명체 서식 가능한 행성의 형성, 유기 분자의 전생물학적 합성, 분자 자기 복제, 자기조립, 자가 촉매 반응, 그리고 세포막의 출현을 포함하는 점점 더 복잡해지는 과정이었다는 것이 지배적인 가설이다. 비생명에서 생명으로의 전환은 실험적으로 관찰된 적이 없지만, 과정의 다양한 단계에 대해 많은 제안이 있었다.
자연발생설 연구는 오늘날 지구의 상태와는 현저히 다른 환경에서 전생명 화학 반응이 어떻게 생명을 탄생시켰는지를 밝히는 것을 목표로 한다. 주로 생물학과 화학의 도구를 사용하며, 최근의 접근 방식은 많은 과학을 종합하려고 시도한다. 생명은 탄소와 물의 특수화된 화학을 통해 기능하며, 주로 세포막을 위한 지질 (생물학), 설탕과 같은 탄수화물, 단백질 대사를 위한 아미노산, 그리고 유전 메커니즘을 위한 핵산인 DNA와 RNA의 네 가지 핵심 화학 물질군에 의존한다. 성공적인 자연발생설 이론은 이러한 분자 종류의 기원과 상호 작용을 설명해야 한다.
자연발생설에 대한 많은 접근 방식은 자기 복제 분자 또는 그 구성 요소가 어떻게 존재하게 되었는지를 조사한다. 연구자들은 일반적으로 현재의 생명은 RNA 세계에서 유래했다고 생각하지만, 다른 자기 복제 및 자기 촉매 분자가 RNA에 선행했을 수도 있다. 다른 접근 방식(“물질대사 우선 가설”)은 초기 지구의 화학 시스템에서 촉매 반응이 어떻게 자기 복제에 필요한 전구체 분자를 제공했을 수 있는지 이해하는 데 중점을 둔다. 1952년의 고전적인 밀러와 유리의 실험은 단백질의 화학 성분인 대부분의 아미노산이 초기 지구의 상태를 재현하려는 조건에서 무기 화합물로부터 합성될 수 있음을 보여주었다. 번개, 방사선, 미세 운석의 대기 유입, 바다와 대양의 파도에서 거품의 내파 등 외부 에너지원이 이러한 반응을 유발했을 수 있다. 최근 연구에서는 운석, 혜성, 소행성, 별 형성 지역에서도 아미노산이 발견되었다.
모든 현대 생물의 모든 생물의 공통 조상(LUCA)은 생명 기원 한참 후에 존재했던 것으로 생각되지만, LUCA에 대한 연구는 초기 보편적 특성에 대한 연구를 안내할 수 있다. 유전체학적 접근 방식은 고세균과 세균, 즉 생명의 두 주요 가지(그리고 진핵생물은 두 영역 체계에서 고세균 가지에 포함됨)가 공유하는 유전자를 식별하여 LUCA를 특성화하려고 했다. 모든 생명체에 공통적인 60개의 단백질과 LUCA에서 유래한 355개의 원핵생물 유전자가 있는 것으로 보인다. 이들의 기능은 LUCA가 혐기성이었고 우드-룽달 경로를 통해 에너지를 얻었으며, 유전 부호와 리보솜을 사용하여 유전 물질인 DNA를 유지했음을 암시한다. LUCA는 40억 년도 더 전에(4 Gya) 살았지만, 연구자들은 그것이 첫 번째 생명체와는 거리가 멀었다고 생각한다. 대부분의 증거는 초기 세포가 새는 막을 가지고 있었고 심해 백색 스모커 열수분출공 근처의 자연 발생적인 양성자 기울기에 의해 구동되었을 수 있음을 시사하지만, 다른 증거는 대신 생명체가 대륙 지각 내부 또는 지구 표면의 물에서 유래했을 수 있음을 시사한다.
지구는 우주에서 생명체가 서식하는 것으로 알려진 유일한 장소로 남아 있다. 지구의 지구화학적 및 화석 증거는 자연발생설 연구의 대부분을 알려준다. 지구는 45억 4천만 년 전에 형성되었으며, 지구상에서 가장 오래된 생명체 증거는 적어도 38억 년 전에 웨스턴오스트레일리아 드레서층에서 발견된다. 일부 연구는 화석 미생물이 명왕누대 동안 44억 년 전에 해양 형성 직후, 퀘벡에서 37억 7천만 년에서 42억 8천만 년 전으로 추정되는 열수분출공 침전물 내부에 살았을 수 있다고 제안했다.

## 개요

NASA의 2015년 우주생물학 전략은 우주 공간과 행성 모두에서 생명체의 화학 물질의 전생물학적 기원, 그리고 초기 생체 분자가 반응을 촉매하고 유전을 지원하는 기능에 대한 연구를 통해, 완전히 기능하는 생명 시스템이 비생물적 구성 요소로부터 어떻게 나타날 수 있었는가 하는 생명 기원 문제를 해결하는 것을 목표로 했다.

생명은 (유전 가능한) 변이를 통한 생식으로 구성된다. NASA는 생명을 "다윈 진화가 가능한 자가 유지 화학 시스템"으로 정의한다. 이러한 시스템은 복잡하다. 약 40억 년 전에 살았다고 추정되는 단세포 생물인 모든 생물의 공통 조상(LUCA)은 이미 오늘날 보편적인 DNA 유전 부호에 수백 개의 유전자를 암호화하고 있었다. 이는 결국 전령 RNA, 운반 RNA, 리보솜을 포함한 일련의 세포 기계가 코드를 단백질로 번역하는 것을 의미한다. 이 단백질에는 우드-룽달 대사 경로를 통해 무산소 호흡을 작동시키는 효소와 유전 물질을 복제하는 DNA 중합효소가 포함되었다.
자연발생설(생명 기원) 연구자들의 과제는 이러한 복잡하고 긴밀하게 연결된 시스템이 어떻게 진화적 단계를 거쳐 발전할 수 있었는지를 설명하는 것이다. 왜냐하면 얼핏 보기에는 모든 부분이 기능하기 위해 필수적이기 때문이다. 예를 들어, LUCA든 현대 생물이든 세포는 DNA 중합효소 효소를 사용하여 DNA를 복사하는데, 이 효소 자체는 DNA 내의 DNA 중합효소 유전자를 번역하여 생성된다. 효소도 DNA도 서로 없이는 생성될 수 없다. 이 문제에 대한 해답은 진화 과정이 분자 자기 복제, 세포막과 같은 자기조립, 그리고 RNA 세계 환경에서 RNA 리보자임을 통한 자가 촉매 반응으로 시작되었을 수 있다는 것이다. 그럼에도 불구하고, 비생명에서 생명으로의 전환은 실험적으로 관찰된 적이 없으며, 만족스러운 화학적 설명도 없다.
LUCA와 같은 살아있는 세포의 발달을 위한 전제 조건은 알려져 있지만, 세부 사항은 논란의 여지가 있다. 광물과 액체 물이 공급되는 서식 가능한 세계가 형성된다. 전생물 합성은 단백질과 RNA와 같은 중합체로 조립되는 다양한 단순 유기 화합물을 생성한다. 다른 한편으로, LUCA 이후의 과정은 쉽게 이해된다. 생물학적 진화는 다양한 형태와 생화학적 능력을 가진 광범위한 종의 발달을 야기했다. 그러나 단순 구성 요소로부터 LUCA가 유래한 것은 아직도 잘 이해되지 않고 있다.
지구는 생명체가 알려진 유일한 장소로 남아 있지만, 우주생물학은 다른 행성에서 생명의 증거를 찾는다. 2015년 NASA의 생명 기원 전략은 진화 가능한 고분자 시스템에 기여한 상호 작용, 중간 구조 및 기능, 에너지원, 환경 요인을 식별하고 잠재적인 원시 정보 중합체의 화학적 지형을 매핑함으로써 이 수수께끼를 풀고자 했다. 이러한 중합체의 출현은 전생물 화학 진화에서 가장 중요한 단계였을 것이다. 이러한 중합체는 환경에서 반응하여 형성되었을 것으로 보이는 핵염기, 아미노산, 설탕과 같은 단순 유기 화합물로부터 유래한다. 생명 기원의 성공적인 이론은 이 모든 화학 물질이 어떻게 생겨났는지를 설명해야 한다.

## 1960년대 이전 개념 역사

밀러와 유리의 실험은 단순한 기체 혼합물에서 열을 가하고(오른쪽) 동시에 냉각(왼쪽)하여 열 기울기를 만들고, 전기 방전을 통해 작은 유기 분자를 합성하는 실험이었다.

### 자연발생설
아리스토텔레스 시대부터 19세기까지 생명의 기원에 대한 고대의 견해 중 하나는 자연발생설이었다. 이 견해는 곤충과 같은 "하등" 동물은 부패하는 유기 물질에 의해 생성되며, 생명은 우연히 발생한다고 주장했다. 이것은 17세기부터 토머스 브라운의 프세우도도시아 에피데미카와 같은 작품에서 의문이 제기되었다. 1665년, 로버트 훅은 미생물의 첫 번째 그림을 출판했다. 1676년, 안토니 판 레이우엔훅은 아마도 원생동물과 세균일 미생물을 그리고 설명했다. 판 레이우엔훅은 자연발생설에 동의하지 않았고, 1680년대까지 봉인된 고기 배양과 열린 고기 배양 실험, 그리고 곤충 번식에 대한 면밀한 연구를 통해 그 이론이 틀렸다는 것을 스스로 확신했다. 1668년 프란체스코 레디는 파리가 알을 낳는 것을 막으면 고기에서 구더기가 나타나지 않는다는 것을 보여주었다. 19세기 중반까지 자연발생설은 반증된 것으로 간주되었다.

### 판스페르미아설
기원전 5세기 아낙사고라스 시대부터 거슬러 올라가는 판스페르미아설은 생명이 우주의 다른 곳에서 기원하여 지구로 왔다는 사상이다. 판스페르미아설의 현대 버전은 생명체가 운석, 소행성, 혜성 또는 행성체에 의해 지구로 전달되었을 수 있다고 주장한다. 이는 생명의 기원을 다른 천체로 옮겨 놓는다. 장점은 생명체가 발생한 모든 행성에서 형성될 필요 없이, 더 제한된 지역에서 형성된 후 은하를 통해 다른 항성계로 퍼져 나간다는 것이다. 화성에서 생명이 기원하여 나중에 지구로 전이되었을 가능성에도 약간의 관심이 있다.

### "따뜻한 작은 연못": 원시 수프
생명이 비생물적 물질로부터 느린 단계로 기원했다는 생각은 허버트 스펜서의 1864~1867년 저서 《생물학 원리》와 윌리엄 터너 시슬턴-다이어의 1879년 논문 "자연발생 및 진화에 대하여"에 처음 나타났다. 1871년 2월 1일 찰스 다윈은 이 출판물들에 대해 조지프 후커에게 편지를 썼고, 생명의 원래 불꽃이 "온갖 암모니아와 인산 염 — 빛, 열, 전기 등 — 이 존재하는 따뜻한 작은 연못에서 화학적으로 단백질 화합물이 형성되었을 것"이라는 자신의 추측을 내놓았다. 다윈은 "오늘날 그러한 물질은 즉시 잡아먹히거나 흡수될 것이지만, 살아있는 생물체가 형성되기 전에는 그렇지 않았을 것"이라고 설명했다.
알렉산드르 오파린은 1924년, J. B. S. 홀데인은 1929년에 최초의 세포가 원시 수프로부터 천천히 자기 조직화되었다고 제안했는데, 이것이 오파린-홀데인 가설이다. 홀데인은 지구의 전생물학적 바다가 유기 화합물이 형성될 수 있었던 "뜨거운 희석 수프"로 구성되어 있었다고 제안했다. J. D. 버널은 그러한 메커니즘이 무기 전구체로부터 생명에 필요한 대부분의 분자를 형성할 수 있다는 것을 보여주었다. 1967년, 그는 세 가지 "단계"를 제안했다: 생물학적 단량체의 기원; 생물학적 중합체의 기원; 그리고 분자에서 세포로의 진화.

### 밀러와 유리의 실험
1952년, 스탠리 밀러와 해럴드 유리는 오파린-홀데인 가설에서 가정한 것과 같은 전생물 조건에서 유기 분자가 무기 전구체로부터 자발적으로 형성될 수 있음을 시연하기 위해 화학 실험을 수행했다. 이 실험은 환원성이 높은(산소가 부족한) 기체 혼합물 — 메테인, 암모니아, 수소, 그리고 수증기 — 를 사용하여 아미노산과 같은 유기 단량체를 형성했다. 버널은 밀러-유리 실험에 대해 "그러한 분자의 형성을 설명하는 것만으로는 충분하지 않다. 필요한 것은 자유 에너지의 적절한 원천과 흡수원의 존재를 시사하는 이러한 분자 기원의 물리-화학적 설명이다"라고 말했다. 그러나 현재의 과학적 합의는 원시 대기를 약하게 환원성이거나 중성으로 설명하며, 이는 생성될 수 있는 아미노산의 양과 다양성을 감소시킨다. 초기 해양에 존재했던 철과 탄산염 광물을 첨가하면 다양한 아미노산이 생성된다. 이후의 연구는 두 가지 다른 잠재적 환원 환경에 집중했다: 우주 공간과 심해 열수분출공.

## 서식 가능한 지구 만들기
틀:생명진화사 연표

### 진화 역사

#### 최초 별과 초기 우주
대폭발 직후, 대략 140억 년 전, 우주에 존재했던 유일한 화학 원소는 수소, 헬륨, 리튬으로, 주기율표에서 가장 가벼운 세 원자였다. 이 원소들은 점차 응집하여 가스와 먼지의 원반에서 궤도를 돌기 시작했다. 이러한 원시 행성계 원반의 뜨겁고 밀집된 중심에서 물질의 중력 응집은 수소의 핵융합을 통해 별을 형성했다. 초기 별들은 거대하고 수명이 짧았으며, 항성 핵합성을 통해 모든 더 무거운 원소를 생산했다. 이러한 원소 형성은 가장 안정한 원소인 철-56까지 진행된다. 더 무거운 원소들은 별의 생애 주기가 끝날 때 초신성 폭발 시 형성되었다. 현재 우주에서 네 번째로 풍부한 원소인 탄소는 주로 백색 왜성에서 형성되었다. 이 별들이 생애 주기의 끝에 도달했을 때, 탄소와 산소를 포함한 더 무거운 원소들을 우주 전체로 방출했다. 이는 암석형 행성의 형성을 가능하게 했다. 성운설에 따르면, 태양계는 46억 년 전 거대한 분자운의 일부가 중력붕괴하면서 형성되기 시작했다. 붕괴하는 질량의 대부분은 중심에 모여 태양을 형성했고, 나머지는 행성이 형성되는 원시 행성계 원반으로 평평해졌다.

#### 지구의 출현
지구의 나이는 탄소질 콘드라이트 운석에서 가장 오래된 태양계 물질인 칼슘-알루미늄 포유물의 방사성 연대 측정 결과 45억 4천만 년으로 밝혀졌다. 명왕누대 (지구 형성부터 40억 3천1백만 년 전까지) 동안 지구는 처음에는 생명체에 부적합했다. 형성 과정에서 지구는 초기 질량의 대부분을 잃었고, 따라서 분자 수소와 대부분의 원래 불활성 기체를 붙잡을 중력이 부족했다. 지구의 초기 강착 직후인 44억 8천만 년 전, 가설상의 충돌체인 테이아와의 충돌로 인해 분출된 파편이 결국 달을 형성했다고 생각된다. 이 충돌로 지구의 원시 대기가 사라지고, 점성 있는 규산염과 이산화 탄소 구름이 남았다. 이 불안정한 대기는 단명했으며, 곧 응축되어 대부분의 규산염 지구가 형성되고, 수증기, 질소, 이산화 탄소가 대부분이며 소량의 일산화 탄소, 수소, 황 화합물로 이루어진 대기가 남았다. 물에 녹아 있는 이산화 탄소는 바다를 약간 산성으로 만들었을 것으로 생각되며, pH는 약 5.5였다.
액체 해양의 응축은 달 형성 충돌만큼 일찍 일어났다고 이론화되었다. 이 시나리오는 웨스턴오스트레일리아주 마운트 내리어의 변성 규암에서 발견된 높은 δ18O 값을 가진 44억 4천만 년 전 지르콘 결정의 연대 측정에 의해 뒷받침된다. 명왕누대 대기는 "거대하고 생산적인 야외 화학 실험실"로 특징지어졌으며, 오늘날에도 일부 비생물 화학을 지원하는 화산 가스와 유사하다. 초기 판 구조론으로 인한 화산 활동의 증가에도 불구하고, 지구는 44억 년에서 43억 년 전 사이에 주로 물 세계였을 수 있다. 이 대양 위에 지각이 노출되었는지 여부는 논란의 여지가 있다. 달 형성 충돌 직후, 지구는 대륙 지각이 거의 없었고, 격렬한 대기와 황소자리 T형 별 단계의 태양에서 강렬한 자외선을 받는 수권을 가졌을 가능성이 높다. 또한 우주선과 계속되는 소행성 및 혜성 충돌의 영향을 받았다.
후기 대폭격 가설은 명왕누대와 초기 시생누대 동안 41억 년에서 38억 년 사이에 강렬한 충돌 기간이 있었다고 가정한다. 원래는 후기 대폭격이 39억 년 전에 일어난 단일 대격변 충돌 사건으로 생각되었다. 이는 액체 해양을 휘발시키고 광합성에 필요한 햇빛을 차단하여 지구를 멸균시키고 생명체 출현 시기를 늦출 가능성이 있었다. 최근 연구에서는 후기 대폭격의 강도와 멸균 가능성에 의문을 제기했다. 만약 그것이 하나의 거대한 충돌이 아니라 충돌률이 높아진 기간이었다면, 파괴력은 훨씬 적었을 것이다. 39억 년이라는 날짜는 아폴로 임무 샘플 회수물, 특히 임브리움 분지 근처에서 수집된 것의 연대 측정에서 나왔으며, 이는 기록된 충돌의 시기를 편향시킨다. 달 표면의 충돌 모델링은 39억 년의 대격변 사건이 아니라 여러 개의 작고 단명하는 폭격 기간이 있었을 가능성을 보여준다. 지구의 데이터는 39억 년 표시 이전과 이후 모두 암석 기록에서 여러 번의 분출 기간을 보여줌으로써 이 아이디어를 뒷받침하며, 이는 초기 지구가 멸종에 미치는 영향이 적은 지속적인 충돌을 겪었음을 시사한다.
만약 생명체가 10미터 이상의 깊이에서 대양에서 진화했다면, 그것은 늦은 충돌과 당시 태양으로부터의 높은 수준의 자외선으로부터 모두 보호되었을 것이다. 지열적으로 가열된 해양 지각은 밀러-유리 실험에서 나타난 것보다 훨씬 더 많은 유기 화합물을 심해 열수분출공을 통해 생성했을 수 있다. 사용 가능한 에너지는 100~150°C에서 최대화되는데, 이는 초고온성 세균과 내열성 산성세균 고세균이 사는 온도이다.

#### 생명의 가장 오래된 증거

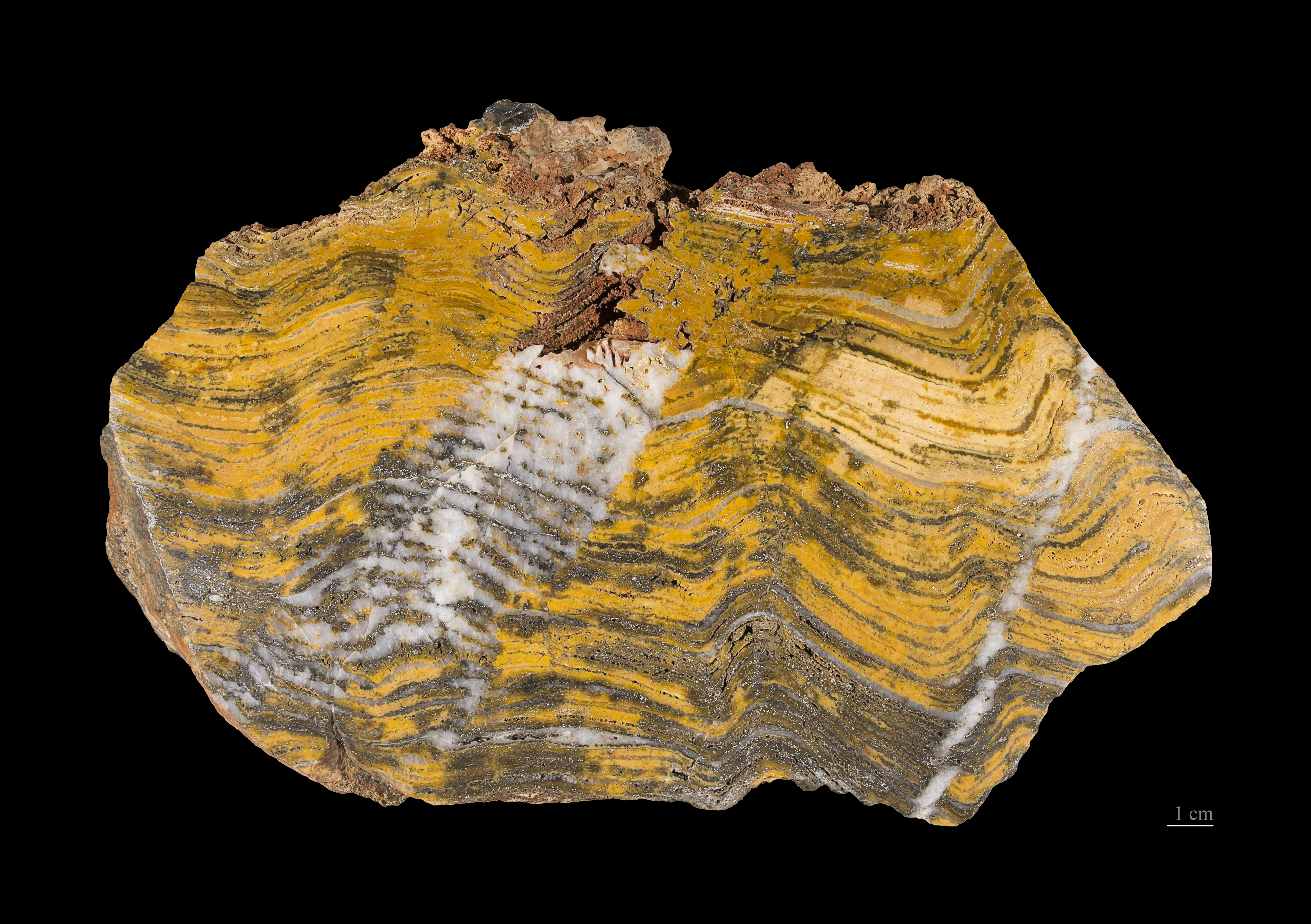
시생누대 시대의 호상철광층 암석(호주에서 온 것과 같은)이 화석화된 스트로마톨라이트라면, 그것들은 가장 오래된 생명체 형태 중 하나일 것이다.

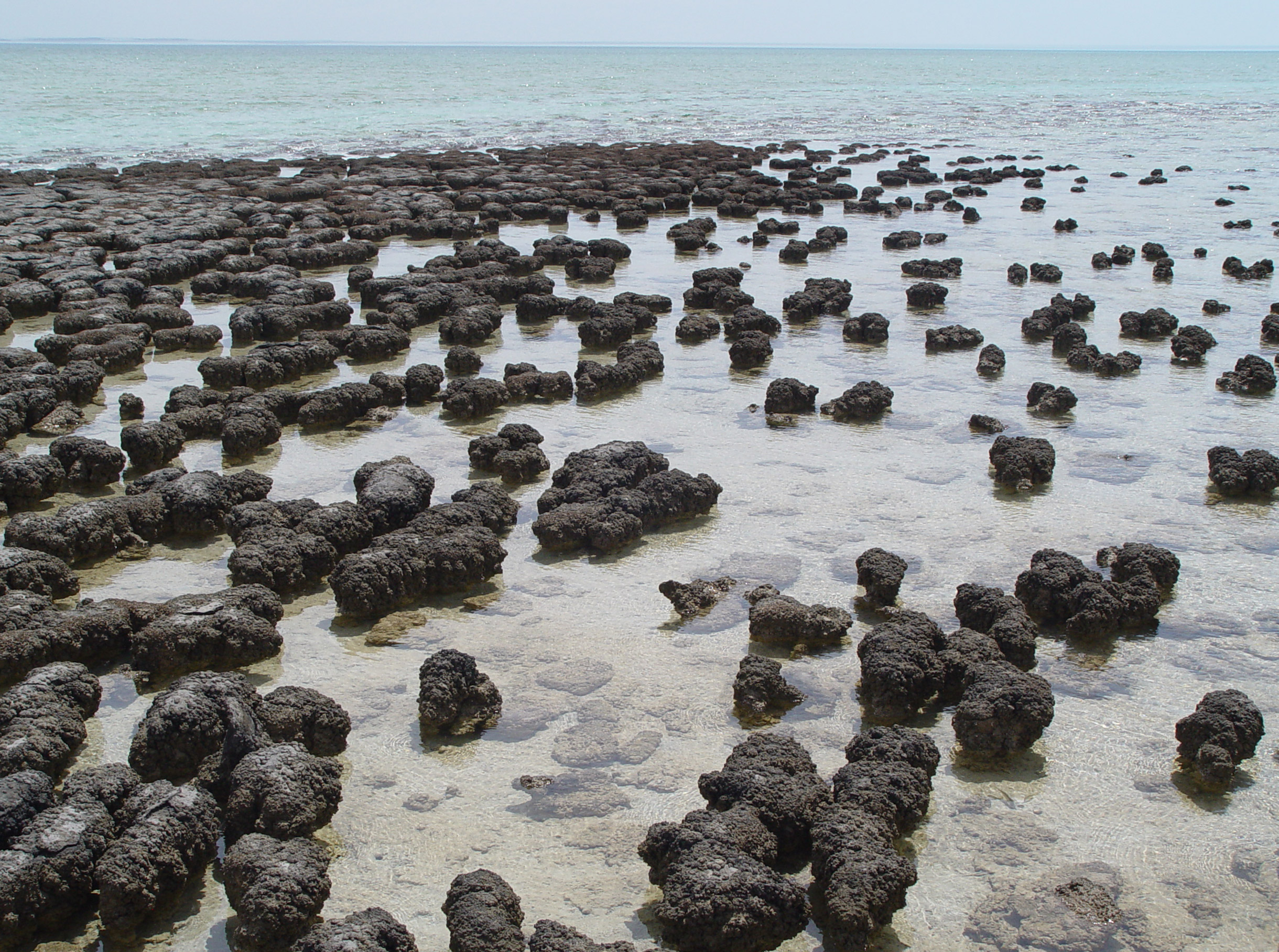
샤크만의 현대 스트로마톨라이트, 광합성 남세균에 의해 생성되었다.

생명은 지구상에서 34억 8천만 년에서 43억 2천만 년 전 사이에 나타났을 가능성이 가장 높다. 최소 연령 추정치는 지질 기록의 증거를 기반으로 한다. 2017년에 생명체의 가장 오래된 물리적 증거가 북부 퀘벡의 누바기투크 녹색바위지대에 있는 호상철광층 암석에서 발견된 미생물암으로 보고되었다. 이 암석은 최소 37억 7천만 년, 그리고 아마도 43억 2천만 년까지 거슬러 올라갈 수 있다. 이 미생물들은 명왕누대 동안 44억 년 전 해양 형성 직후, 열수분출공 침전물 내부에 살았을 수 있다. 이 미생물들은 현대의 열수분출공 세균과 유사하며, 자연발생설이 그러한 환경에서 시작되었다는 견해를 지지한다. 그러나 나중의 연구는 이 데이터 해석에 이의를 제기하며, 관찰 결과가 규산이 풍부한 물에서의 비생물적 과정으로 더 잘 설명될 수 있다고 밝혔다. "화학 정원", 순환하는 열수 유체, 또는 화산 분출물로 설명될 수 있다고 주장했다.
생물학적 흑연은 그린란드 남서부의 37억 년 전 변성 퇴적암과 웨스턴오스트레일리아 필바라 지역의 34억 9천만 년 전 각암에 있는 미생물 매트 화석에서 발견되었다. 이수아 초심대 근처 아킬리아섬의 37억 년 전 암석에서 발견된 초기 생명체의 증거는 생물학적 탄소 동위 원소를 보여주었다. 이수아 초심대의 다른 지역에서는 석류석 결정 내에 포획된 흑연 포유물이 생명의 다른 요소들, 즉 산소, 질소, 그리고 아마도 인산염 형태의 인과 연결되어 있어, 37억 년 전 생명체의 추가 증거를 제공한다. 웨스턴오스트레일리아 필바라 지역에서는 화석화된 해변의 황철석 함유 사암에서 초기 생명체의 설득력 있는 증거가 발견되었는데, 이 사암에는 산소가 없는 환경에서 광합성에 의해 황을 산화시킨 둥근 관 모양의 세포가 있었다. 잭 힐스 지르콘에서 발견된 흑연 포유물의 탄소 동위 원소 비율은 생명체가 41억 년 전부터 지구에 존재했을 수 있음을 시사한다.
웨스턴오스트레일리아 필바라 지역에는 34억 8천만 년 전의 암석을 포함하는 드레서층이 있으며, 이 암석에는 스트로마톨라이트라고 불리는 층상 구조가 포함되어 있다. 이들의 현대적 대응물은 남세균을 포함한 광합성 미생물에 의해 생성된다. 이들은 변형되지 않은 열수-퇴적층 내에 있으며; 그들의 질감은 생물학적 기원을 나타낸다. 드레서층의 일부는 육상 온천을 보존하고 있지만, 다른 지역은 얕은 바다였던 것으로 보인다. 분자 시계 분석은 LUCA가 39억 년 이전에 출현했음을 시사한다.

## 분자 생산: 전생물학적 합성
수소와 일부 헬륨 및 리튬을 제외한 모든 화학 원소는 항성 핵합성에서 유래한다. 생명의 기본적인 화학 성분인 탄소-수소 분자(CH), 탄소-수소 양이온(CH+), 탄소 이온(C+)은 별에서 나오는 자외선에 의해 생성될 수 있다. 유기 분자를 포함한 복합 분자는 우주와 행성 모두에서 자연적으로 형성된다. 초기 지구의 유기 분자는 충격파나 자외선, 산화환원 결합, 전기 방전과 같은 다른 에너지원에 의해 유기 분자 합성이 유도된 지구 기원일 수도 있고, 성간운에서 형성된 유기 분자가 행성으로 비처럼 내린 외계 기원(유사 판스페르미아설)일 수도 있다.

### 관찰된 외계 유기 분자
유기 화합물은 분자에 탄소를 포함하는 화학 물질이다. 탄소는 태양, 별, 혜성, 그리고 태양계 대부분의 행성 대기에 풍부하다. 유기 화합물은 우주에서 비교적 흔하며, 분자 구름과 별주위외피층에서 발생하는 "복합 분자 합성 공장"에 의해 형성되고, 주로 이온화 방사선에 의해 반응이 시작된 후 화학적으로 진화한다. 퓨린과 피리미딘 핵염기인 구아닌, 아데닌, 사이토신, 유라실, 티민이 운석에서 발견되었다. 이들은 초기 지구에서 DNA와 RNA가 형성되는 데 필요한 물질을 제공했을 수 있다. 글라이신 아미노산은 와일드 2 혜성에서 분출된 물질에서 발견되었으며, 이전에도 운석에서 검출된 바 있다. 혜성은 어두운 물질로 덮여 있는데, 이는 이온화 방사선 하에서 단순한 탄소 화합물로부터 형성된 타르와 같은 유기 물질로 생각된다. 혜성으로부터의 물질의 비는 그러한 복잡한 유기 분자를 지구로 가져왔을 수 있다. 후기 대폭격 기간 동안, 운석은 매년 지구에 최대 5백만 톤의 유기 전생물 원소를 전달했을 것으로 추정된다. 현재 매년 40,000톤의 우주진이 지구에 떨어진다.

#### 여러 고리 방향족 탄화수소

고양이 발 성운은 우리 은하 내의 전갈자리 별자리에 있다.
녹색 영역은 뜨거운 별의 방사선이 큰 분자와 "여러 고리 방향족 탄화수소"(PAH)라고 불리는 작은 먼지 입자와 충돌하여 형광을 발하는 영역을 보여준다. 스피처 우주망원경, 2018.

여러 고리 방향족 탄화수소(PAH)는 관측 가능한 우주에서 가장 흔하고 풍부한 다원자 분자이며, 탄소의 주요 저장고이다. 이들은 대폭발 직후 형성된 것으로 보이며, 새로운 별과 외계 행성과 관련이 있다. 이들은 지구의 원시 해양의 구성 성분이었을 가능성이 높다. PAH는 성운, 성간매질, 혜성, 운석에서 발견되었다.
태양의 초기 생애와 유사한 별인 HH 46-IR은 시안화물 화합물, 탄화수소, 일산화 탄소를 포함한 분자들이 있는 물질 원반으로 둘러싸여 있다. 성간매질의 PAH는 수소화, 산화, 하이드록실화를 통해 살아있는 세포에 사용되는 더 복잡한 유기 화합물로 변형될 수 있다.

#### 핵염기와 뉴클레오타이드
우주진 입자에 의해 지구에 유입된 유기 화합물은 그들의 특이한 표면 촉매 활동 덕분에 복잡한 분자를 형성하는 데 도움을 줄 수 있다. RNA 구성 요소인 유라실과 관련된 분자들, 잔틴을 포함하여, 머치슨 운석에서 발견된 것은 12C/13C 동위 원소 비율에 대한 연구가 시사하듯이 외계에서 형성되었을 가능성이 높다. NASA의 운석 연구는 네 가지 DNA 핵염기(아데닌, 구아닌 및 관련 유기 분자)가 모두 우주 공간에서 형성되었다는 것을 시사한다. 우주에 스며든 우주진에는 복잡한 유기물("방향족–지방족 혼합 구조를 가진 비정질 유기 고체")이 포함되어 있으며, 이는 별에 의해 빠르게 생성될 수 있다. 당 분자이자 RNA 전구체인 글리콜알데하이드는 원시별 주변을 포함한 우주 지역과 운석에서 검출되었다.

### 실험실 합성
1860년대 초부터 실험들은 생물학적으로 관련성 있는 분자들이 풍부한 무기 촉매와 단순 탄소원의 상호작용을 통해 생성될 수 있음을 보여주었다. "수프" 이론에서 가정된 조건에서 비생물적으로 생성된 단량체로부터 복잡한 중합체가 자발적으로 형성되는 것은 간단하지 않다. 필요한 기본적인 유기 단량체 외에도, 중합체 형성을 방해했을 화합물들도 밀러-유리 실험과 호안 오로 실험에서 높은 농도로 형성되었다. 생물학은 코딩된 단백질 효소를 위해 본질적으로 20개의 아미노산을 사용하는데, 이는 구조적으로 가능한 생성물의 매우 작은 부분 집합을 나타낸다. 생명은 이용 가능한 모든 것을 사용하는 경향이 있으므로, 사용된 집합이 왜 그렇게 작은지에 대한 설명이 필요하다. 폼아마이드는 단순한 알데하이드와 나이트릴 공급원으로부터 아미노산 유도체의 원천을 잠재적으로 제공하는 매체로서 매력적이다.

#### 당

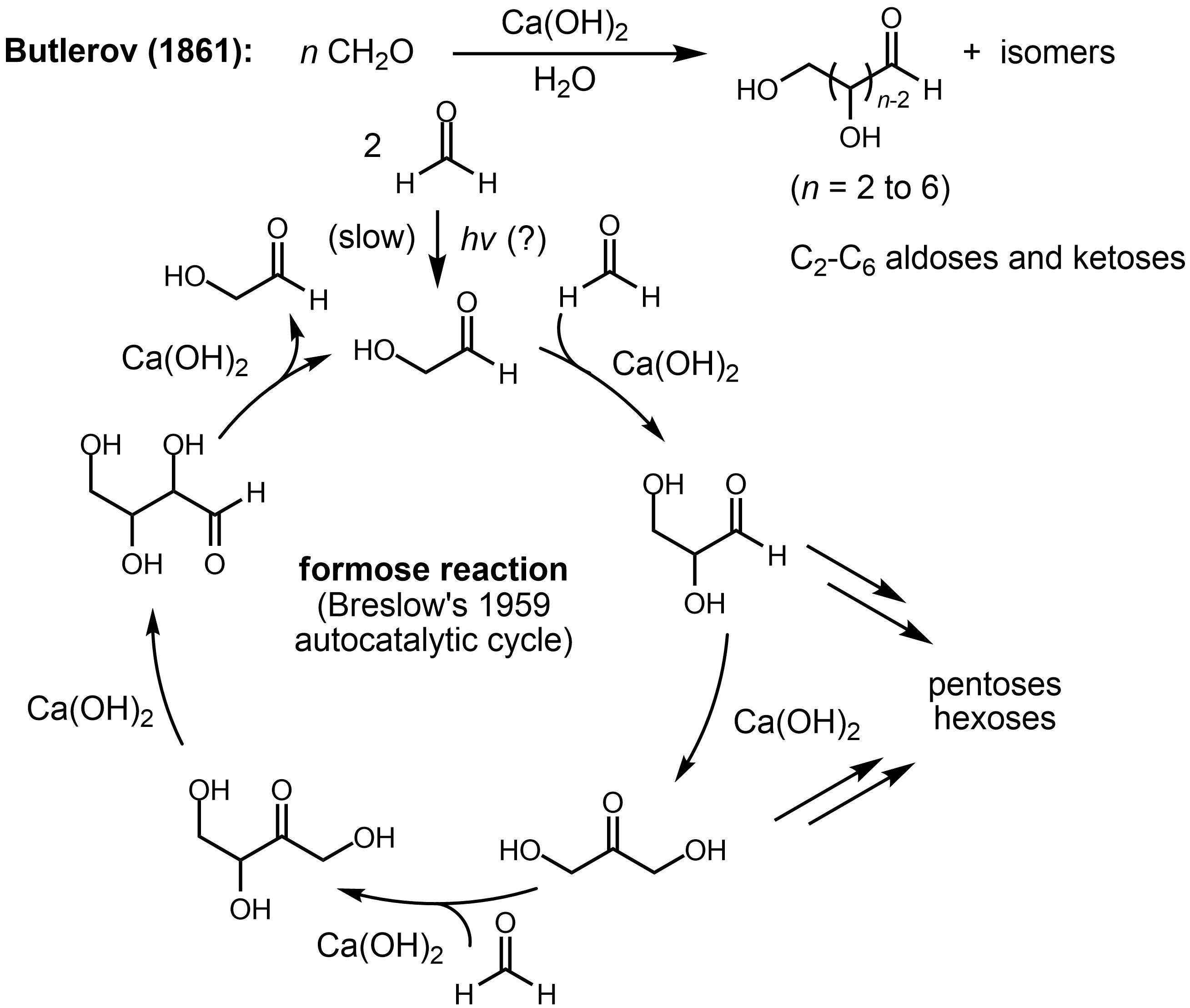
폼알데하이드 이량화 및 C2-C6 당 형성을 위한 브레슬로우 촉매 주기

알렉산드르 부틀레로프는 1861년에 폼알데하이드를 칼슘과 같은 이가 금속 이온을 포함하는 염기성 조건에서 가열하면 폼모스 반응이 테트로스, 펜토스, 헥소오스를 포함한 당을 생성한다는 것을 보여주었다. R. 브레슬로우는 1959년에 이 반응이 자가 촉매적이라고 제안했다.

#### 핵염기
구아닌과 아데닌과 같은 핵염기는 사이안화 수소(HCN)와 암모니아와 같은 간단한 탄소 및 질소원으로부터 합성될 수 있다. 폼아마이드는 육상 광물과 함께 가열될 때 네 가지 리보뉴클레오타이드를 모두 생성한다. 그것은 물과 HCN의 반응에 의해 생성되며 어디에나 존재한다. 물의 증발에 의해 농축될 수 있다. HCN은 아직 존재하지 않았던 호기성 생물에게만 유독하다. 이는 글라이신 아미노산의 합성과 같은 화학 공정에 기여할 수 있다.
유라실, 사이토신, 티민을 포함한 DNA 및 RNA 구성 요소는 운석에서 발견되는 피리미딘과 같은 출발 화학 물질을 사용하여 우주 공간 조건에서 합성될 수 있다. 피리미딘은 적색거성 별 또는 성간 먼지와 가스 구름에서 형성되었을 수 있다. 네 가지 RNA 염기 모두 외계 충돌과 같은 고에너지 밀도 사건에서 폼아마이드로부터 합성될 수 있다. RNA 형성을 위한 여러 리보뉴클레오타이드는 전생물 조건을 재현하는 실험실 환경에서 자가 촉매적 폼모스 반응을 통해 합성되었다.
무기물에서 염기를 합성하는 다른 경로들도 보고되었다. 추운 온도는 HCN과 같은 주요 전구체를 농축시켜 퓨린 합성을 돕는다. 그러나 아데닌과 구아닌은 냉동 조건이 필요하지만, 사이토신과 유라실은 끓는 온도가 필요할 수 있다. 암모니아와 사이안화물을 25년 동안 냉동고에 두었을 때, 얼음 속에서 7가지 아미노산과 11가지 종류의 핵염기가 형성되었다. S-트리아진(대체 핵염기), 사이토신 및 유라실을 포함한 피리미딘, 그리고 아데닌은 요소 용액을 환원 분위기에서 스파크 방전과 함께 동결-해동 주기에 노출시킴으로써 합성될 수 있다. 이러한 저온 반응의 비정상적인 속도는 얼음 내 미세한 액체 주머니에 불순물을 밀집시키는 공융 동결 때문이다.

#### 펩타이드
전생물 펩타이드 합성은 여러 경로를 통해 발생했을 수 있다. 일부는 축합이 에너지적으로 유리해지는 고온/고농도 조건에 초점을 맞추는 반면, 다른 일부는 타당성 있는 전생물 축합제를 사용한다.
글라이신의 폴리글라이신 사슬로의 자발적인 축합을 크게 증가시킬 수 있는 습윤-건조 주기 및 특정 염의 존재를 시사하는 연구에 의해 고유하게 농축된 환경에서 펩타이드 형성의 실험적 증거가 강화되었다. 다른 연구에 따르면 황철석, 방해석, 루틸과 같은 광물 표면은 펩타이드 축합을 촉매하지만, 가수분해도 촉매한다. 저자들은 충분한 농도의 펩타이드를 생성하려면 추가적인 화학적 활성화 또는 결합이 필요할 것이라고 제안한다. 따라서 광물 표면 촉매는 중요하지만, 펩타이드 합성만으로는 충분하지 않다.
시아나마이드, 다이시아나마이드, 다이시아노디아마이드, 다이아미노말레오나이트릴, 요소, 트리메타인산, NaCl, CuCl2, (Ni,Fe)S, CO, 황화 카보닐(COS), 이황화 탄소(CS2), SO2, 다이암모늄인산(DAP) 등 여러 전생물학적으로 타당한 축합/활성화제가 확인되었다.
2024년 실험에서는 심해 열수분출공을 모방하여 열 흐름 아래 얇은 균열망이 있는 사파이어 기판을 사용하여 희석된 혼합물로부터 전생물학적으로 관련성 있는 구성 요소를 최대 3자릿수까지 농축시켰다. 이는 펩타이드와 같은 생체고분자 생성을 돕는 데 도움이 될 수 있다. 점토에 대해서도 유사한 역할이 제안되었다.
CO, NH3, C와 같은 단순 분자로부터 아미노산 형성 단계를 건너뛰고 펩타이드를 전생물적으로 합성하는 것 또한 매우 효율적이다.

## 원시 세포 생산

인지질로 구성된 세 가지 주요 구조는 용액에서 자기조립에 의해 자발적으로 형성된다: 리포솜(폐쇄된 이중층), 미셀 및 이중층.

진화에서 가장 큰 미해결 질문은 단순한 프로토셀이 어떻게 처음 생겨나 다음 세대에 대한 생식적 기여에서 차이를 보였고, 그리하여 진화를 시작했는가이다. 지질 세계 이론은 최초의 자기 복제 물체가 지질과 유사했다고 가정한다. 인지질은 교반 시 물에서 지질 이중층(세포막에서와 같이)을 형성한다. 이 분자들은 초기 지구에는 존재하지 않았지만, 다른 막 형성 양친매성 긴 사슬 분자들은 존재했다. 이들은 추가 지질의 삽입에 의해 팽창할 수 있으며, 자발적으로 유사한 크기와 구성의 두 새끼로 분열할 수 있다. 지질체는 정보 저장을 위한 보호막을 제공하여 RNA와 같은 정보 저장 중합체의 진화를 가능하게 했을 수 있다. 한두 가지 유형의 소포 형성 양친매성 분자만이 연구되었다. 지질 이중층 막의 가능한 배열은 엄청나게 많으며, 가장 좋은 생식 특성을 가진 것들은 초순환 반응으로 수렴했을 것이다. 이는 막 부위와 소포에 갇힌 특정 화합물로 구성된 양성 피드백이다. 이러한 부위/화합물 쌍은 딸 소포로 전이 가능하여, 자연선택에 따라 뚜렷한 계통의 소포가 출현하게 된다.
프로토셀은 생명으로 가는 디딤돌로 제안된 자가 조직화된, 자가 정렬된, 구형의 지질 집합체이다. 기능적인 프로토셀은 (2014년 현재) 아직 실험실 환경에서 구현되지 않았다. 자가 조립된 소포는 원시 세포의 필수 구성 요소이다. 고전적 비가역 열역학 이론은 해산 시스템 프레임워크 내에서 일반화된 화학 포텐셜 하의 자기 조립을 다룬다. 열역학 제2법칙은 전체 엔트로피가 증가해야 한다고 요구하지만, 생명은 높은 조직화 정도가 특징이다. 따라서 조직화된 생명 과정을 혼돈스러운 비생물 물질로부터 분리하기 위한 경계가 필요하다.
아이린 첸과 잭 W. 쇼스택은 초등 프로토셀이 원시적인 형태의 차등 생식, 경쟁, 에너지 저장과 같은 세포적 행동을 일으킬 수 있다고 제안한다. 막 분자에 대한 경쟁은 안정화된 막을 선호하며, 이는 교차 결합된 지방산과 심지어 현대의 인지질에 대한 선택적 이점을 시사한다. 이러한 마이크로 캡슐화는 막 내에서 물질대사와 작은 분자의 교환을 허용하면서도 큰 생체 분자를 내부에 유지할 수 있게 할 것이다. 이러한 막은 세포가 자체 전기화학적 기울기를 생성하는 데 필요하다. 알칼리성 열수분출공과 관련된 조건에서 지방산 소포는 폼모스 반응에 의해 합성되는 이소프레노이드에 의해 안정화될 수 있다. 다른 미세 환경에서 지질 이중층에 통합된 이소프레노이드의 장점과 단점은 고세균과 세균의 막 분화를 초래했을 수 있다.
소포는 압력 순환 조건에서 진화 과정을 겪을 수 있다. 지구의 지각 내 단층대의 계통적 환경을 시뮬레이션하면, 압력 순환은 소포의 주기적인 형성을 유도한다. 동일한 조건에서, 무작위 펩타이드 사슬이 형성되고 소포막에 통합될 수 있는 능력에 따라 선택된다. 소포의 안정성에 대한 추가적인 선택은 기능적인 펩타이드 구조로 이어질 수 있으며, 이는 소포의 생존율을 증가시킨다.

## 생물학 생산

### 에너지와 엔트로피
생명은 분자가 살아있는 물질로 조직화되면서 엔트로피 또는 무질서의 손실을 필요로 한다. 동시에, 생명의 출현은 특정 복잡도 임계값을 넘는 구조의 형성과 관련이 있다. 질서와 복잡성이 증가하는 생명의 출현은 전체 엔트로피가 결코 감소하지 않는다는 열역학 제2법칙과 모순되지 않는다. 살아있는 유기체는 어떤 곳(예: 살아있는 몸)에서 질서를 생성하는 대신 다른 곳(예: 열 및 폐기물 생산)에서 엔트로피 증가를 희생하기 때문이다.
초기 지구의 화학 반응에 사용할 수 있는 여러 에너지원이 있었다. 지열 과정에서 나오는 열은 화학에 대한 표준 에너지원이다. 다른 예로는 햇빛, 번개, 미세 운석의 대기 유입, 바다와 대양의 파도에서 거품의 내파 등이 있다. 이는 실험과 시뮬레이션으로 확인되었다.
철-황 화학의 경우와 같이 불리한 반응은 매우 유리한 반응에 의해 구동될 수 있다. 예를 들어, 이는 탄소 고정에 중요했을 것이다. H2S와 CO2의 철-황 화학 반응을 통한 탄소 고정은 유리하며, 중성 pH 및 100°C에서 발생한다. 열수분출공 근처에 풍부한 철-황 표면은 소량의 아미노산 및 기타 생체 분자의 생산을 유도할 수 있다.

### 화학 삼투

ATP 생성효소는 화학 삼투 양성자 기울기를 사용하여 산화적 인산화를 통해 ATP 합성을 촉진한다.

1961년, 피터 미첼은 화학 삼투를 세포의 주요 에너지 변환 시스템으로 제안했다. 현재 살아있는 세포에 널리 퍼져 있는 이 메커니즘은 미생물과 진핵생물의 미토콘드리아에서 에너지 변환을 가능하게 하여, 초기 생명체에 대한 유력한 후보가 된다. 미토콘드리아는 화학 합성과 같은 세포 과정을 구동하는 데 사용되는 세포의 에너지 통화인 아데노신 삼인산(ATP)을 생산한다. ATP 합성 메커니즘은 ATP 생성효소 효소가 내장된 폐쇄 막을 포함한다. 강하게 결합된 ATP를 방출하는 데 필요한 에너지는 막을 가로질러 이동하는 양성자에서 비롯된다. 현대 세포에서는 이러한 양성자 운동이 이온을 막을 가로질러 펌핑하여 전기화학적 기울기를 유지함으로써 발생한다. 최초의 유기체에서는 열수분출공의 흐름과 주변 해수 사이의 화학적 조성 차이, 또는 육상 기원일 경우 지질 막을 가로지르는 화학 삼투 에너지 발달에 도움이 되었을 유성 퀴논에 의해 기울기가 제공되었을 수 있다.

화학 삼투 미토콘드리아 막에서의 커플링

### PAH 세계 가설
PAH 세계 가설은 우주에 풍부한 것으로 알려진 여러 고리 방향족 탄화수소(PAH)가 혜성을 포함하여 초기 지구의 원시 수프에 풍부했을 것으로 추정되며, RNA 분자의 합성을 매개함으로써 생명 기원에 중요한 역할을 했고, 이는 RNA 세계로 이어졌다고 제안하는 추측적인 가설이다. 그러나 아직까지 이 가설은 검증되지 않았다.

### RNA 세계

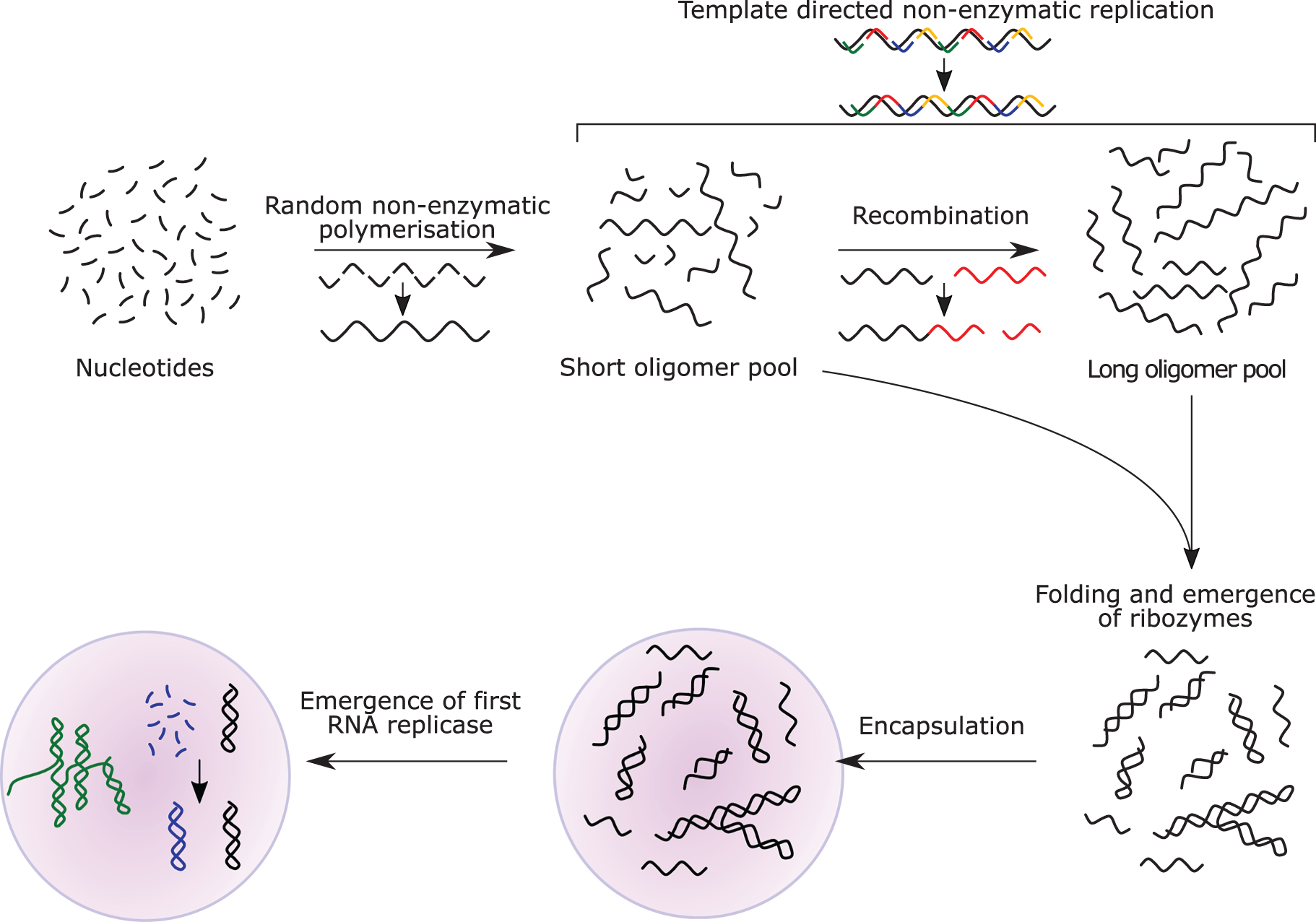
RNA 세계 가설은 무지향적인 중합이 리보자임의 출현으로 이어지고, 이는 다시 RNA 복제 효소로 이어졌다고 제안한다.

RNA 세계 가설은 자기 복제 및 촉매 RNA가 존재하지만 DNA나 단백질은 없는 초기 지구를 설명한다. 많은 연구자들은 RNA 세계가 현대의 DNA 기반 생명에 선행했을 것이라는 데 동의한다. 그러나 RNA 기반 생명체가 최초로 존재하지 않았을 수도 있다. 다른 모델은 다윈의 "따뜻한 작은 연못"과 습윤-건조 주기를 반복한다. 일부는 전(前)RNA 세계에서 LUCA 근처까지, 즉 RNA만 포함하는 30가지 이상의 잠재적인 중요한 화학 사건의 타임라인을 제안했다. 이 타임라인에는 ATP, 해당과정, 크렙스 회로, 전자 전달 사슬과 같은 물질대사 관련 사건의 기원은 포함되지 않는다.
RNA는 번역 과정의 중심이다. 작은 RNA는 생명에 필요한 모든 화학 그룹과 정보 전달을 촉매할 수 있다. RNA는 현대 유기체에서 유전 정보를 표현하고 유지한다. RNA의 화학 성분은 초기 지구를 근사하는 조건에서 쉽게 합성된다. 리보솜의 구조는 "결정적 증거"라고 불리는데, 이는 RNA의 중앙 핵과 펩타이드 결합 형성을 촉매하는 활성 부위에서 18 Å 이내에 아미노산 측쇄가 없기 때문이다.
RNA 세계의 개념은 1962년 알렉산더 리치에 의해 제안되었고, 용어는 1986년 월터 길버트에 의해 만들어졌다. 처음에는 사이토신과 유라실 뉴클레오타이드의 비생물적 합성을 설명하기 어려웠다. 후속 연구에서는 가능한 합성 경로를 보여주었다. 예를 들어, 폼아마이드는 육상 광물이 있는 상태에서 가열될 때 네 가지 리보뉴클레오타이드와 기타 생물학적 분자를 생성한다.
RNA 복제 효소는 코드와 촉매로서 추가적인 RNA 복제를 위해 기능할 수 있으며, 즉 자가 촉매적일 수 있다. 잭 쇼스택은 특정 촉매 RNA가 더 작은 RNA 서열을 연결하여 자기 복제를 가능하게 한다는 것을 보여주었다. 서로의 합성을 촉매하는 두 개의 리보자임을 포함하는 RNA 복제 시스템은 약 한 시간의 배가 시간을 가졌으며, 자연 선택의 대상이었다. 그러한 조건이 초기 지구에 존재했다면, 자연 선택은 그러한 자가촉매 세트의 확산을 선호했을 것이고, 거기에 더 많은 기능이 추가될 수 있었을 것이다. RNA의 자기 조립은 열수분출공에서 자발적으로 발생할 수 있다. tRNA의 예비 형태가 그러한 복제 분자로 조립되었을 수 있다.  그러한 RNA 분자가 복제되기 시작했을 때, 유전, 유형의 변이, 차등적인 생식 출력이라는 다윈적 선택의 세 가지 메커니즘을 수행할 수 있었을 것이다. 그러한 RNA 복제 효소의 적합성(개체당 증가율)은 뉴클레오타이드 서열에 의해 결정되는 내재적 적응 능력과 자원 가용성의 함수였을 것이다.
단백질 합성의 가능한 전구체는 짧은 펩타이드 보조 인자의 합성 또는 RNA의 자가 촉매적 복제를 포함한다. 조상 리보솜은 전적으로 RNA로 구성되었을 가능성이 높지만, 일부 역할은 이후 단백질에 의해 인수되었다. 이 주제에 대한 주요 미해결 질문에는 리보솜 진화에 대한 선택적 힘을 식별하고 유전 부호가 어떻게 발생했는지 결정하는 것이 포함된다.
유진 쿠닌은 "복제와 번역의 기원에 대한 설득력 있는 시나리오는 현재 존재하지 않으며, 이는 생물학적 시스템의 핵심을 구성하고 생물학적 진화의 명백한 전제 조건이다. RNA 세계 개념은 이 난제의 해결을 위한 최고의 기회를 제공할 수 있지만, 효율적인 RNA 복제 효소 또는 번역 시스템의 출현을 아직 적절하게 설명할 수 없다"고 주장했다.

### RNA에서 지시 단백질 합성까지
RNA 세계 가설에 따라, 현대 생물학의 주형 단백질 생합성은 대부분 RNA 분자(즉, tRNA와 리보솜 - 단백질 및 rRNA 구성 요소를 모두 포함)에 의해 수행된다. 펩타이드 결합 합성의 가장 중심적인 반응은 23S rRNA 도메인 V에 의한 염기 촉매 작용으로 이루어지는 것으로 이해된다. 실험적 증거는 아미노아실 인산 아답터와 RNA 가이드로만 구성된 시스템으로 디펩타이드 및 트리펩타이드 합성이 성공적으로 이루어졌음을 입증했으며, 이는 RNA 세계와 현대 단백질 합성 사이의 가능한 디딤돌이 될 수 있다. tRNA를 해당 아미노산으로 충전할 수 있는 아미노아실화 리보자임도 시험관 내 실험에서 선택되었다. 저자들은 또한 선택 내에서 피트니스 경관을 광범위하게 매핑하여 활성 서열의 우연한 출현이 서열 최적화보다 더 중요하다는 것을 발견했다.

### 초기 기능성 펩타이드
최초의 단백질은 완전한 단백질 생합성 시스템 없이 발생했어야 했다. 위에서 논의했듯이, 폴리펩타이드의 전생물 합성을 위한 수많은 메커니즘이 존재한다. 그러나 이러한 무작위 서열 펩타이드는 생물학적 기능을 가질 가능성이 낮다. 따라서 초기 기능성 단백질이 무작위 서열에서 어떻게 발생할 수 있었는지 탐구하는 데 상당한 연구가 진행되었다. 첫째, 가수분해 속도에 대한 일부 증거는 비생물학적으로 그럴듯한 펩타이드가 상당한 "인접 이웃" 편향을 가졌을 가능성이 있음을 보여준다. 이는 초기 단백질 서열 다양성에 영향을 미쳤을 수 있다. 앤서니 키프와 잭 쇼스택의 다른 연구에서, 6×1012 80-머 라이브러리에 대한 mRNA 발현 선택을 사용하여 ATP 결합 활성을 가진 서열을 검색했다. 그들은 대략 1011개의 무작위 서열 중 하나가 ATP 결합 기능을 가졌다고 결론지었다. 이는 무작위 서열 공간에서 기능적 빈도의 단일 예시이지만, 이 방법론은 초기 단백질 진화를 이해하는 데 강력한 시뮬레이션 도구로 사용될 수 있다.

### 계통 발생 및 LUCA
1977년 칼 워즈의 연구를 시작으로, 유전체학 연구는 모든 현대 생명체의 모든 생물의 공통 조상(LUCA)을 생명의 계통수에서 세균과 고세균 및 진핵생물이 형성하는 분기군 사이에 위치시켰다. LUCA는 40억 년 이전에 살았다. 소수의 연구는 LUCA를 세균에 위치시키며, 고세균과 진핵생물이 진세균 내에서 진화적으로 유래했다고 제안한다. 토머스 캐빌리어스미스는 2006년에 표현형적으로 다양한 세균문인 클로로플렉소타가 LUCA를 포함하고 있다고 제안했다.

계통수는 뿌리에 모든 생물의 공통 조상(LUCA)을 보여준다. 주요 분기군은 한편으로는 세균이고, 다른 한편으로는 고세균과 진핵생물이다.

2016년에 LUCA에 존재했을 가능성이 높은 355개 유전자 세트가 확인되었다. 세균과 고세균의 총 610만 개의 원핵생물 유전자가 시퀀싱되었으며, 286,514개의 단백질 클러스터 중에서 LUCA에 공통적이었을 것으로 추정되는 355개의 단백질 클러스터가 식별되었다. 이 결과는 LUCA가 혐기성이었고 우드-룽달(환원 아세틸-CoA) 경로를 가졌으며, 질소 및 탄소 고정 능력이 있고, 고온성 미생물이었음을 시사한다. 이의 보조 인자들은 수소, 이산화 탄소, 철, 전이 금속이 풍부한 환경에 의존했음을 시사한다. 이의 유전 물질은 아마도 DNA였을 것이며, 4-뉴클레오타이드 유전 부호, 전령 RNA, 운반 RNA, 그리고 효소와 같은 단백질로 코드를 번역하는 리보솜이 필요했을 것이다. LUCA는 지구화학적으로 활발한 환경에서 혐기성 열수분출공 환경에 서식했을 가능성이 높다. 이들은 분명히 이미 복잡한 유기체였으며, 전구체를 가졌음에 틀림없다. 이들은 최초의 생명체가 아니었다. LUCA의 생리는 논란의 여지가 있었다. 이전 연구에서는 모든 생명체에 공통적인 60개의 단백질이 확인되었다.

LUCA 시스템 및 환경에는 우드-룽달 경로가 포함되었다.[10]

레슬리 오겔은 유전 부호의 초기 번역 기구가 오류파국에 취약할 것이라고 주장했다. 그러나 제프리 호프만은 그러한 기구가 "오겔의 역설"에 대해 기능적으로 안정적일 수 있음을 보여주었다. LUCA에서 추론된 대사 반응에는 불완전한 역시트르산 회로, 포도당신생합성, 오탄당 인산 경로, 해당과정, 환원적 아미노화, 아미노기 전이반응이 있다.

## 적합한 지질 환경
생명의 기원을 위한 다양한 지질학적 및 환경적 환경이 제안되었다. 이러한 이론들은 전생물 화합물의 가용성, 지구물리학적 환경, 초기 생명 특성에 대한 많은 견해가 있기 때문에 서로 경쟁하는 경우가 많다. 지구상의 최초의 유기체는 LUCA와 달랐을 것이다. 생명이 처음 나타난 시점과 모든 현대 계통이 분기하기 시작한 시점 사이에는 알 수 없는 양의 시간, 알려지지 않은 유전자 전달, 멸종, 환경 틈새에 대한 적응이 있었다. 현대 계통은 그 전구체보다 LUCA에 대한 더 많은 유전적 증거를 제공한다.

### 심해 열수분출공

#### 뜨거운 유체

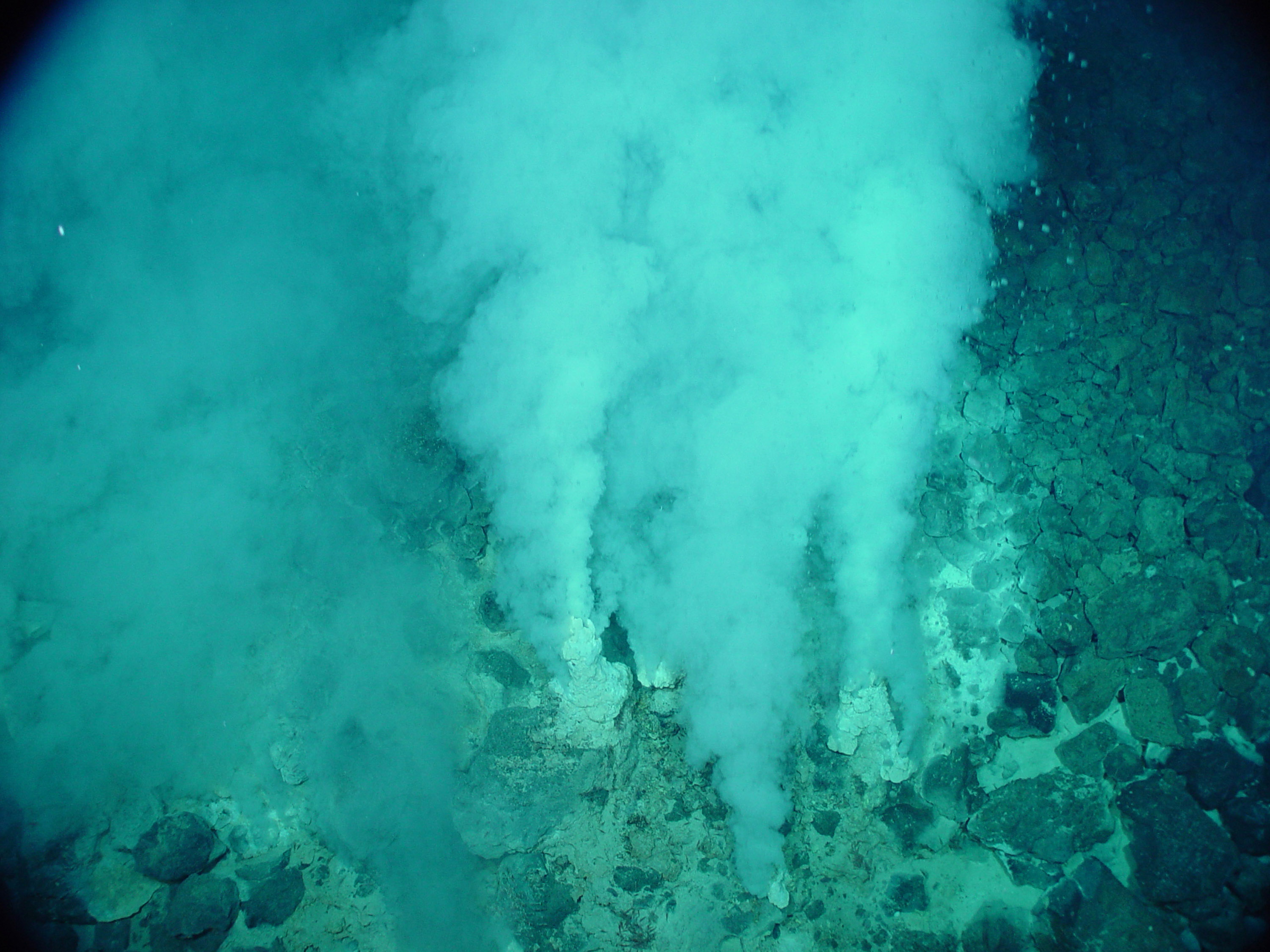
가장 오래된 생명체는 백색 스모커 열수분출공 침전물에서 발견된 추정상의 화석화된 미생물일 수 있다. 이들은 지구 형성 45억 4천만 년 후 얼마 지나지 않아, 해양 형성 44억 천만 년 후, 빠르면 42억 8천만 년 전에도 살았을 수 있다.

초기 미세화석은 메테인, 암모니아, 이산화 탄소, 황화 수소와 같은 현재 생명체에 유독한 기체가 풍부한 뜨거운 세계에서 왔을 수 있다. 생명의 나무 분석은 고온성 세균과 초고온성 고세균이 뿌리에 가장 가깝게 위치함을 보여주며, 이는 생명체가 뜨거운 환경에서 진화했을 수 있음을 시사한다. 심해 또는 알칼리성 열수분출공 이론은 생명체가 해저 열수분출공에서 시작되었다고 가정한다. 윌리엄 마틴과 마이클 러셀은
생명체가 환원-산화, pH 및 온도 기울기 하에서 황화물이 풍부한 열수 유체와 철(II)을 포함하는 명왕누대 해저의 물 사이에서 사문석 광물 침전물 구조 내에서 진화했다.

이들은 해저 아래에서 수소-풍부 유체가 분출되는 곳에서 형성되며, 이는 사문암화된 고철질 감람석이 해수와 이산화 탄소-풍부 해수 사이의 pH 경계면과 반응하여 발생한다. 열수분출공은 발열 반응인 전자 공여체(분자 수소)가 전자 수용체(이산화 탄소)와 반응하는 산화·환원 반응에서 파생된 지속적인 화학 에너지원을 형성한다. (자세한 내용은 철-황 세계 이론 참조).

#### 화학 삼투 기울기

심해 열수분출공 근처의 외부 양성자 기울기에 의해 구동되는 초기 세포의 제안된 모델. 막(또는 그 내부의 수동 이온 채널)이 양성자에 투과성이 있는 한, 이 메커니즘은 이온 펌프 없이도 기능할 수 있다.

러셀은 알칼리성 열수분출공이 자연발생에 이상적인 비생물적 양성자 기전력 화학 삼투 기울기를 생성한다는 것을 입증했다. 이들의 미세 구획은 군터 베히터스하우저가 구상한 촉매 특성을 부여받은 마키노와이트와 같은 철-황 광물로 구성된 "유기 분자를 농축하는 자연적인 수단"을 제공한다. 막을 가로지르는 이온의 이동은 두 가지 요인에 의존한다.
1. 농도 기울기에 의해 발생하는 확산력 — 이온을 포함한 모든 입자는 고농도에서 저농도로 확산한다.[157]
2. 전기 전위 기울기에 의해 발생하는 정전기력 — 양성자 H+와 같은 양이온은 전기 전위를 따라 확산하고, 음이온은 반대 방향으로 확산한다.[157]

이 두 가지 기울기는 함께 전기화학적 기울기로 표현될 수 있으며, 이는 비생물적 합성을 위한 에너지를 제공한다. 양성자 동력은 막을 가로지르는 양성자 및 전압 기울기(양성자 농도 및 전기 전위의 차이)로 저장된 잠재 에너지를 측정한다.
심해 열수분출공 내부의 광물 입자 표면은 효소와 유사한 촉매 특성을 가지며, 인가 전압 또는 H2 또는 H2S와의 반응에 의해 구동될 경우 물에 용해된 CO2로부터 메탄올(CH3OH), 폼산, 아세트산, 피루브산과 같은 단순 유기 분자를 생성할 수 있다.
1985년부터 연구자들은 생명체가 열수분출공에서 발생했다고 제안했다. 지구 지각 내에서 암석-물 상호작용에 의해 비평형 상태에서 구동되는 자발적인 화학이 생명 기원의 열역학적 기초를 이루었으며, 고세균과 세균의 창립 계통은 H2 의존성 자가영양 생물이었고 에너지 대사에서 CO2를 최종 수용체로 사용했다. 2016년 마틴은 LUCA가 "생존을 위해 열수분출공의 지열 에너지에 크게 의존했을 수 있다"고 제안했다. 심해 열수분출공의 기공은 생화학 반응을 촉진하는 막 결합 구획으로 채워져 있었을 것으로 제안된다. 크렙스 회로, 포도당신생합성, 아미노산 생합성 경로, 해당과정, 오탄당 인산 경로, 리보오스와 같은 당, 지질 전구체를 포함한 대사 중간체는 심해 알칼리성 열수분출공과 관련된 조건에서 비효소적으로 발생할 수 있다.
심해 해양 열수분출공이 위치였다면, 자연발생설은 빠르면 40억 년~42억 년 전에 일어났을 수 있다. 만약 생명체가 10미터 이상의 깊이에서 대양에서 진화했다면, 그것은 충돌과 당시 높은 수준의 태양 자외선으로부터 모두 보호되었을 것이다. 열수분출공의 가용 에너지는 100~150°C에서 최대화되는데, 이는 초고온성 세균과 내열성 산성세균 고세균이 사는 온도이다. 열수분출공 기원에 대한 반론은 초고온성 미생물학은 세균과 고세균의 수렴 진화의 결과이며, 중온성 환경이 더 가능성이 높았을 것이라고 주장한다. 1999년 갈티어에 의해 제안된 이 가설은 백색 스모커 열수분출공이 평균 약 45~90°C인 로스트 시티 열수 분출 지역의 발견보다 1년 전에 제안되었다.

#### 열수분출공 환경에 대한 반대 주장
열수분출공에서의 전생물 유기 화합물 생산량은 매년 8천만 kg으로 추정된다. 열수분출공에서 발견되는 메테인과 같은 많은 주요 전생물 화합물은 밀러-유리 실험 환경보다 훨씬 낮은 농도이다. 메테인의 경우, 열수분출공에서의 생산율은 밀러-유리 실험 표면 대기보다 2~4배 낮다.
다른 반론으로는 해수에 의한 강한 희석 때문에 전생물 물질을 농축할 수 없다는 점이 있다. 이 개방형 시스템은 화합물을 열수분출공 광물을 통해 순환시켜 축적될 체류 시간이 거의 없다. 모든 현대 세포는 각각 뉴클레오타이드 골격과 단백질 형성에 인산염과 칼륨에 의존하므로, 최초의 생명체도 이러한 기능을 공유했을 가능성이 높다. 이들 원소는 시생누대 해양에 풍부하게 존재하지 않았는데, 주로 육상 대륙암의 풍화 작용으로 인해 열수분출공과 멀리 떨어진 곳에서 생성되기 때문이다. 해저 열수분출공은 고분자 중합에 필요한 축합 반응에 적합하지 않다.
오래된 주장으로는 주요 중합체가 축합 후에 소포에 캡슐화되었고, 이는 바닷물에서는 발생하지 않는다고 추정되었다. 그러나 염도는 지방산의 다양성이 낮은 혼합물에서 소포 형성을 억제하지만, 더 넓고 현실적인 지방산과 1-알칸올 종 혼합물에서 소포 형성은 더 탄력적이다.

### 지표수
지표수 환경은 건조와 재습윤 과정을 거친다. 습윤-건조 주기는 전생물 화합물을 농축시키고 거대 분자를 중합하는 축합 반응을 가능하게 한다. 또한, 호수와 연못은 인산염의 가장 흔한 원천인 대륙 인회석 함유 암석의 풍화 작용으로 인한 쇄설성 유입물을 받는다. 명왕누대 대륙 지각의 노출량은 알려지지 않았지만, 초기 해양 깊이 및 해양 섬과 대륙 지각 성장률 모델은 노출된 육지가 있었을 가능성을 시사한다. 생명의 지표 시작에 대한 또 다른 증거는 유기체 기능에 UV가 필요하다는 것이다. UV는 부분 가수분해 및 핵염기 손실에 의한 U+C 핵염기 염기쌍 형성에 필수적이다. 동시에 UV는 생명체에 해로울 수 있으며, 특히 방사선 손상을 수리할 능력이 거의 없는 단순한 초기 생명체에게는 더욱 그렇다. 젊은 태양의 방사선 수준은 더 높았을 가능성이 있으며, 오존층이 없었기 때문에 유해한 단파 UV 광선이 지구 표면에 도달했을 것이다. 생명체가 시작되려면 UV의 이점과 보호를 동시에 제공하는 차폐된 환경이 필요하다. 얼음, 액체 물, 광물 표면(예: 점토) 또는 풍화토 아래의 차폐는 다양한 지표수 환경에서 가능하다.

#### 온천
대부분의 분기 계통은 열호성 또는 초열호성이므로, LUCA 및 이전 생명체도 유사하게 열호성이었을 가능성이 있다. 온천은 지열 활동에 의한 지하수 가열로 형성된다. 이 교차점은 깊은 침투수와 침식된 대륙 퇴적물을 운반하는 지표 유출물로부터 물질 유입을 허용한다. 상호 연결된 지하수 시스템은 생명체의 더 넓은 지역으로의 분산을 위한 메커니즘을 생성한다.
물키자니안과 공저자들은 해양 환경이 세포에서 보편적으로 발견되는 이온 균형과 조성, 또는 필수 단백질과 리보자임에 필요한 이온을 제공하지 않았다고 주장하며, 특히 높은 K+/Na+ 비율, Mn2+, Zn2+ 및 인산염 농도와 관련하여 그러하다. 그들은 이를 만족하는 유일한 환경은 캄차카의 온천과 유사한 온천이라고 주장한다. 무산소 대기 하의 이러한 환경에 있는 광물 침전물은 적절한 pH를 가지며, 유해한 자외선을 흡수하는 광촉매적 황화물 광물 침전물을 포함하고, 열수 환경에서의 화학 반응과 열수분출공에서 인접한 웅덩이로 운반되는 동안 UV 광선 노출에 의해 생성된 생체 고분자의 자발적 형성에 충분할 만큼 기질 용액을 농축시키는 습윤-건조 주기를 가진다. 가설상의 전생물학적 환경은 열수분출공과 유사하며, LUCA의 특이성을 설명하는 데 도움이 되는 추가 구성 요소를 포함한다.
LUCA로 추적할 수 있는 단백질에 대한 계통유전체 및 지구화학적 분석에 따르면 세포 내 유체의 이온 구성이 온천의 구성과 동일하다는 것이 밝혀졌다. LUCA는 성장을 위해 합성된 유기 물질에 의존했을 가능성이 높다. 실험에 따르면 RNA와 유사한 고분자는 습건 순환 및 자외선 노출을 통해 합성될 수 있다. 이 고분자들은 응축 후 소포(세포)에 캡슐화되었다. 온천에서 유기물이 생성되는 잠재적인 공급원은 행성간 먼지 입자, 외계 발사체, 대기 또는 지구화학적 합성에 의한 운반이었을 수 있다. 명왕누대에는 화산 육지에서 온천이 풍부했을 수 있다.

#### 온화한 지표수
지표수에서 시작된 중온성 생명체 가설은 다윈의 '따뜻한 작은 연못' 개념과 오파린-홀데인 가설에서 발전했다. 온화한 기후의 담수체는 원시 생물 재료를 축적할 수 있으며, 단순한 생명체가 살기에 적합한 환경 조건을 제공한다. 시생누대의 기후는 불확실하다. 지구화학적 대리 지표와 모델을 통한 대기 재구성 결과, 지표면 온도를 0~40°C로 유지하기에 충분한 온실 가스가 존재했음을 시사한다. 만약 그렇다면, 이 온도는 생명체가 시작되기에 적합했을 것이다.
생체 분자 연구에서 중온성에 대한 강력한 증거에는 갈티어의 G+C 뉴클레오타이드 온도계가 포함된다. G+C는 A+T 뉴클레오타이드 사이에는 없는 추가적인 수소 결합으로 인해 안정성이 높아 고온성 생물에서 더 풍부하다. 다양한 현대 생명체의 rRNA 염기 서열 분석 결과, LUCA의 재구성된 G+C 함량은 온건한 온도를 나타냈을 가능성이 높다.
오늘날 열애성 미생물의 다양성은 LUCA로부터 유전된 특성이라기보다는 수렴 진화와 수평적 유전자 전달의 산물일 수 있다. 역회전효소 DNA 회전효소는 DNA의 꼬임을 가능하게 하므로 열애성 미생물과 초열애성 미생물에서만 발견된다. 이 효소는 기능하기 위해 복잡한 분자인 ATP를 필요로 한다. 만약 생명의 기원이 ATP는 고사하고 막조차 아직 진화하지 않은 단순한 유기체를 포함한다고 가정한다면, 역회전효소의 존재는 있을 수 없는 일이 된다. 더욱이, 계통발생학적 연구에 따르면 역회전효소는 고세균에서 유래했으며, 수평적 유전자 전달을 통해 세균으로 전이되었다는 것을 보여주는데, 이는 LUCA에 존재하지 않았음을 의미한다.

#### 얼음으로 덮인 지표수
콜드 스타트 이론은 얼음으로 덮인 넓은 지역을 전제한다. 항성 진화 모델에 따르면 태양의 광도는 오늘날보다 약 25% 약했을 것으로 예측된다. 푸엘너는 이러한 태양 에너지의 현저한 감소가 얼음 행성을 형성했을지라도, 온실 효과에 의해 액체 물이 존재했다는 강력한 증거가 있다고 주장한다. 이는 초기 지구가 액체 해양과 얼음 극을 모두 가지고 있었음을 의미할 것이다.
빙상이나 빙하가 녹아 형성되는 얼음 녹음물은 습건 주기가 가능한 또 다른 틈새 생물 서식지인 담수 웅덩이를 만든다. 표면 웅덩이는 강한 자외선에 노출되지만, 얼음 내부와 아래의 물은 얼음 균열을 통해 노출된 지역과 연결된 채 보호된다. 충격으로 인한 녹음은 담수와 운석 유입을 허용하여 원시 생물 성분을 생성할 것이다. 해수 수준에 가까운 염화 나트륨은 지방산 막의 자가 조립을 불안정하게 만들므로, 초기 막 생명체에게는 담수 환경이 매력적이다.
얼음 환경은 따뜻한 환경에서 발생하는 더 빠른 반응 속도를 더 큰 중합체의 안정성과 축적으로 바꿀 것이다. 약 20°C의 유로파 유사 조건을 시뮬레이션한 실험에서는 아미노산과 아데닌이 합성되었으며, 이는 밀러와 유리의 실험 유형의 합성이 저온에서도 일어날 수 있음을 보여준다. RNA 세계에서 리보자임은 후기 DNA-RNA-단백질 세계보다 훨씬 더 많은 기능을 했을 것이다. RNA가 기능하려면 접혀야 하는데, 이 과정은 30°C 이상의 온도에서는 방해를 받는다. 저온성 유기체에서 RNA 접힘은 더 느리지만 가수분해도 더 느리므로 접힘이 더 성공적이다. 더 짧은 뉴클레오타이드는 더 높은 온도에서도 고통받지 않을 것이다.

### 대륙 지각 내부
대륙 지각 내부의 대안적인 지질 환경은 지질학자 울리히 슈라이버와 물리 화학자 크리스티안 마이어에 의해 제안되었다. 지각 단층대는 장기적인 원시 생물 진화를 위한 안정적이고 잘 보호된 환경을 제공할 수 있다. 이러한 균열 및 공동 시스템 내부에서 물과 이산화 탄소는 주요 용매로 존재한다. 이들의 상(phase) 상태는 국지적인 온도 및 압력 조건에 따라 액체, 기체 및 초임계 상태로 다양하게 변할 수 있다. 두 개의 분리된 상을 형성할 때(예: 1km보다 약간 더 깊은 곳에서 액체 물과 초임계 이산화 탄소), 이 시스템은 상간 이동 반응에 최적의 조건을 제공한다. 동시에 지각 단층대의 내용은 다양한 무기물(예: 일산화 탄소, 수소, 암모니아, 사이안화 수소, 질소, 심지어 용해된 인회석에서 유래한 인산염) 및 수열 화학에 의해 형성된 단순한 유기 분자(예: 아미노산, 장쇄 아민, 지방산, 장쇄 알데하이드)에 의해 공급된다.
지각 단층대에서 특히 흥미로운 부분은 약 1000m 깊이에 위치한다. 주용매의 이산화 탄소 부분에 대해, 이 부분은 초임계 상태와 기체 상태 사이의 상전이 지점에 가까운 온도 및 압력 조건을 제공한다. 이는 친유성 유기 분자가 초임계 CO2에는 잘 용해되지만 기체 상태에서는 용해되지 않아 국부적인 침전을 일으키는 자연적인 축적 구역으로 이어진다. 간헐천 활동 또는 조석 영향과 같은 주기적인 압력 변화는 주기적인 상 전이를 초래하여 국지적인 반응 환경을 지속적인 비평형 상태로 유지한다. 양친매성 화합물(위에서 언급한 장쇄 아민 및 지방산과 같은)이 존재할 경우, 지속적으로 안정성이 효율적으로 선택되는 다음 세대의 소포가 형성된다.

## 호모카이랄성

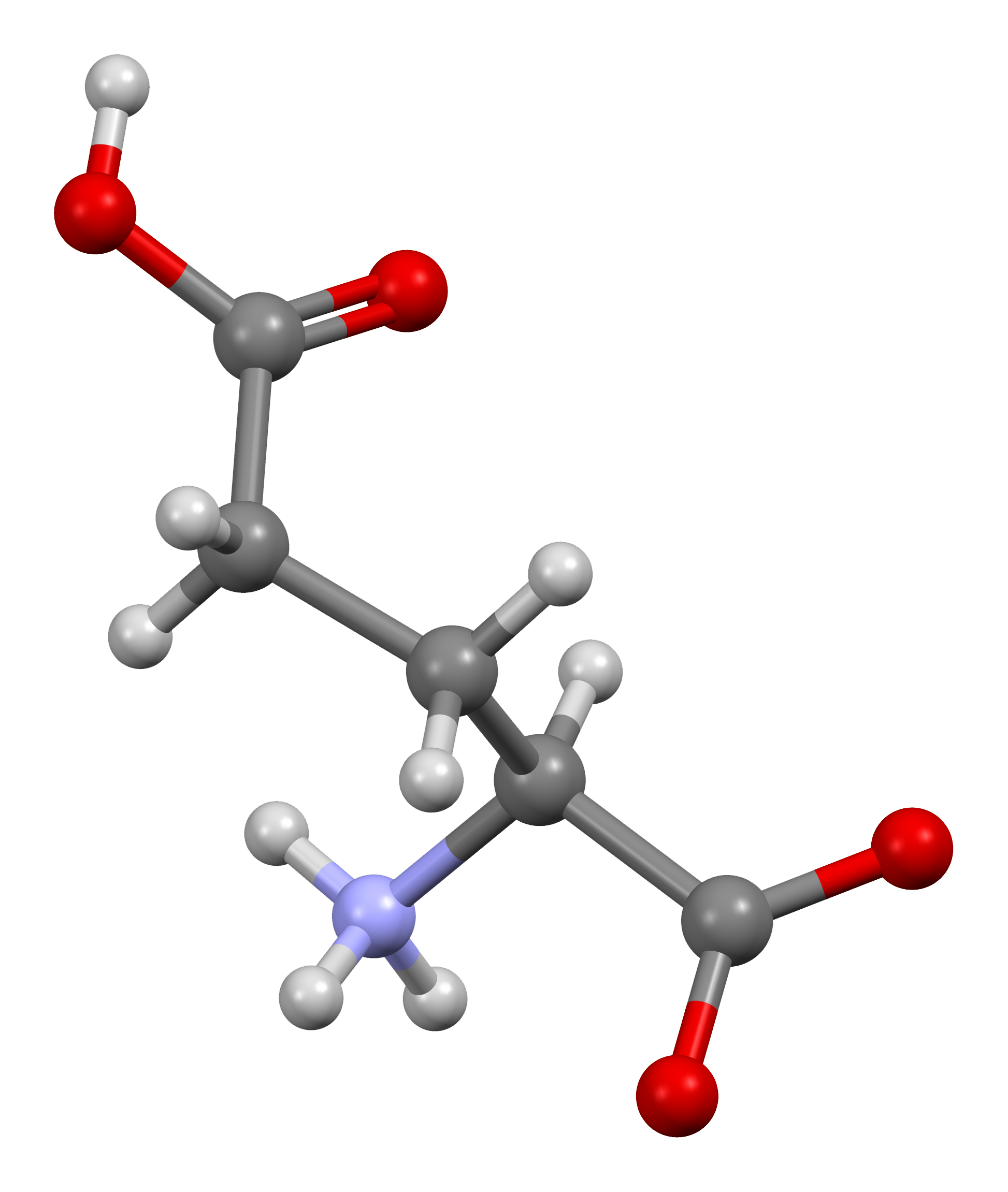
L-글루탐산과 같은 많은 생체 분자는 비대칭적이며, 생체계에서는 두 가지 가능한 형태 중 하나로만 존재하는데, 아미노산의 경우 왼손형이다. 원시 생물 화학은 두 가지 형태를 모두 생성하여 생명 기원 연구자들에게 수수께끼를 안겨준다.

호모카이랄성은 카이랄 (비대칭) 단위로 구성된 물질의 기하학적 균일성을 말한다. 살아있는 유기체는 동일한 카이랄성(손대칭성)을 가진 분자를 사용한다. 거의 예외 없이 아미노산은 왼손형이고, 뉴클레오타이드와 당은 오른손형이다. 카이랄 분자는 합성될 수 있지만, 카이랄성 근원이나 카이랄성 촉매가 없으면 두 가지 형태의 50/50 (라세미) 혼합물로 형성된다. 라세미 시작 물질로부터 비라세미 혼합물을 생산하는 알려진 메커니즘은 다음과 같다. 전기·약 작용과 같은 비대칭 물리 법칙; 원편파광, 석영 결정 또는 지구의 자전으로 인한 비대칭 환경; 라세미 합성 중의 통계적 변동; 그리고 자발 대칭 깨짐.
일단 확립되면 카이랄성이 선택된다. 모집단에서 작은 편향 (광학 이성질체 과잉)은 비대칭 자가 촉매 반응 (예: 소아이 반응)에 의해 큰 편향으로 증폭될 수 있다. 비대칭 자가 촉매 반응에서 촉매는 카이랄성 분자이며, 이는 카이랄성 분자가 자체 생산을 촉매한다는 것을 의미한다. 편광에 의해 생성될 수 있는 초기 광학 이성질체 과잉은 더 풍부한 광학 이성질체가 다른 것을 능가하도록 한다.
호모카이랄성은 우주 공간에서 시작되었을 수도 있다. 머치슨 운석에서 왼손형 아미노산인 L-알라닌은 오른손형 D 형태보다 두 배 이상 많고, L-글루탐산은 D 형태보다 세 배 이상 풍부하다. 운석의 아미노산은 왼손형 편향을 보이는 반면, 당은 주로 오른손형 편향을 보인다. 이는 살아있는 유기체에서 발견되는 선호도와 동일하며, 이러한 화합물의 비생물적 기원을 시사한다.
2010년 로버트 루트-버른스타인의 실험에서 "역방향 염기 서열을 가진 두 개의 D-RNA-올리고뉴클레오타이드(D-CGUA 및 D-AUGC)와 이에 상응하는 L-RNA-올리고뉴클레오타이드(L-CGUA 및 L-AUGC)를 합성하고 Gly 및 11쌍의 L- 및 D-아미노산에 대한 친화도를 측정했다." 그 결과는 호모카이랄성, 코돈 방향성 포함, "유전 부호의 기원의 기능으로 나타났을" 수 있음을 시사한다.